# Steen Secher
Steen Klaaborg Secher (Horsens, 9 de abril de 1959) é um velejador dinamarquês, campeão olímpico. Ele competiu nos Jogos Olímpicos de Verão de 1992 na classe Soling e conquistou a medalha de ouro, ao lado de Jesper Bank e Jesper Seier, tendo vencido o trio estadunidense por 2–0 na final. Quatro anos antes, nos Jogos Olímpicos de Verão de 1988, conseguiu o bronze neste mesma classe, desta vez com Bank e Jan Mathiasen.
Por este sucesso, Secher, Seier e Bank foram eleitos o Esportista do Ano da Dinamarca. No mesmo ano, Secher conquistou a medalha de prata no Campeonato Mundial de Cádiz.